# Nuova A.M.G. Sebastiani Basket Rieti 2003-2004

## Risultati ottenuti
- Serie B d'Eccellenza: Stagione regolare: 1º posto. Playoff: finale. Promossa in Legadue dopo lo spareggio.
- Coppa di Lega: Campione.

## Roster
|  | Italia (bandiera)                        | Cristiano Fazzi      |
|  | Italia (bandiera)                        | Aniello Laezza       |
|  | Italia (bandiera)                        | Marco Evangelisti    |
|  | Italia (bandiera)                        | Massimo Guerra       |
|  | Italia (bandiera)                        | Antonello Riva       |
|  | Italia (bandiera)                        | Francesco Olivieri   |
|  | Italia (bandiera)                        | Filippo Rossi        |
|  | Italia (bandiera)                        | Ivan Riva            |
|  | Italia (bandiera) · Argentina (bandiera) | Maximiliano Reale    |
|  | Italia (bandiera)                        | Roberto Feliciangeli |
|  | Italia (bandiera)                        | Pietro Bianchi       |
|  | Italia (bandiera)                        | Simone Bagnoli       |
|  | Italia (bandiera)                        | Walter Magnifico +   |